# A Rjúkjú-szigetek uralkodóinak listája
Az alábbi oldal a Rjúkjúi Királyság uralkodóinak listáját tartalmazza.

## Shunten-dinasztia (1187–1259)
| #  | Uralkodó    | Uralkodási évek | Élt         | Megjegyzés       |
| 1. | Shunten     | 1187–1237       | 1165?–1237. |                  |
| 2. | Shunbajunki | 1237–1248       | 1185.–1248. | Shunten fia.     |
| 3. | Gihon       | 1249–1259       | 1206.–1259< | Shunbajunki fia. |

## Eiso-dinasztia (1269–1349)
| #  | Uralkodó   | Uralkodási évek | Élt               | Megjegyzés      |
| 4. | Eiso       | 1269–1299       | 1229?–1299.08.31. |                 |
| 5. | Taisei     | 1299–1309       | 1247.–1309.01.19. | Eiso fia.       |
| 6. | Eiji       | 1309–1313       | 1268.–1313.10.10. | Taisei fia.     |
| 7. | Tamagusuku | 1313–1336       | 1296.–1336.04.22. | Eiji fia.       |
| 8. | Seii       | 1337–1349       | 1328.–1349.04.30. | Tamagusuku fia. |

## Satto-dinasztia (1350–1406)
| #   | Uralkodó | Uralkodási évek | Élt               | Megjegyzés |
| 9.  | Satto    | 1350–1395       | 1321.–1395.11.17. |            |
| 10. | Bunei    | 1395–1406       | 1356.–1406?       | Satto fia. |

## I. Sho-dinasztia (1407–1469)
| #   | Uralkodó     | Uralkodási évek | Élt               | Megjegyzés   |
| 11. | Shō Shishō   | 1407–1421       | 1354.–1421.       |              |
| 12. | Shō Hashi    | 1422–1439       | 1372.–1439.06.01. | Shishō fia.  |
| 13. | Shō Chū      | 1439–1444       | 1391.–1444.12.03. | Hashi fia.   |
| 14. | Shō Shitatsu | 1443–1449       | 1408.–1449.10.29. | Chū fia.     |
| 15. | Shō Kinpuku  | 1449–1453       | 1398.–1453.05.26. | Hashi fia.   |
| 16. | Shō Taikyū   | 1453–1460       | 1415.–1460.06.13. | Kinpuku fia. |
| 17. | Shō Toku     | 1460–1469       | 1441.–1469.06.01. | Taikyū fia.  |

## II. Sho-dinasztia (1470–1879)
| #   | Uralkodó   | Uralkodási évek | Élt                     | Megjegyzés              |
| 18. | Shō En     | 1470–1476       | 1415.–1476.06.28.       |                         |
| 19. | Shō Sen'i  | 1477            | 1430?–1477.09.11.       | En fivére.              |
| 20. | Shō Shin   | 1477–1527       | 1465.–1527.01.13.       | En fia.                 |
| 21. | Shō Sei    | 1527–1555       | 1497.–1555.07.13.       | Shin fia.               |
| 22. | Shō Gen    | 1556–1572       | 1528.03.25.–1572.05.12. | Sei fia.                |
| 23. | Shō Ei     | 1572–1588       | 1559.–1588.01.11.       | Gen fia.                |
| 24. | Shō Nei    | 1589–1620       | 1564.–1620.10.14.       | Shin 4. leszármazottja. |
| 25. | Shō Hō     | 1621–1640       | 1590.12.03.–1640.06.23. | Gen unokája.            |
| 26. | Shō Ken    | 1641–1647       | 1625.10.15.–1647.10.19. | Hō fia.                 |
| 27. | Shō Shitsu | 1648–1668       | 1629.10.01.–1668.12.20. | Hō fia.                 |
| 28. | Shō Tei    | 1669–1709       | 1645.01.22.–1709.10.18. | Shitsu fia.             |
| 29. | Shō Eki    | 1710–1712       | 1678.12.07.–1712.08.16. | Tei unokája.            |
| 30. | Shō Kei    | 1713–1751       | 1700.08.03.–1751.03.14. | Eki fia.                |
| 31. | Shō Boku   | 1752–1794       | 1739.05.03.–1794.02.19. | Kei fia.                |
| 32. | Shō On     | 1795–1802       | 1784.03.21.–1802.08.08. | Boku unokája.           |
| 33. | Shō Sei    | 1802–1803       | 1800.12.04.–1803.02.07. | On fia.                 |
| 34. | Shō Kō     | 1804–1828       | 1787.07.14.–1834.07.05. | On testvére.            |
| 35. | Shō Iku    | 1835–1847       | 1813.08.19.–1847.10.25. | Kō fia.                 |
| 36. | Shō Tai    | 1848–1879       | 1843.08.03.–1901.08.19. | Iku fia.                |

## Fordítás
Ez a szócikk részben vagy egészben  a   King of Ryukyu című angol Wikipédia-szócikk fordításán alapul.  Az eredeti cikk szerkesztőit annak laptörténete sorolja fel. Ez a jelzés csupán a megfogalmazás eredetét és a szerzői jogokat jelzi, nem szolgál a cikkben szereplő információk forrásmegjelöléseként.